# Doberschau-Gaußig
Doberschau-Gaußig (em alto sorábio: Dobruša-Huska) é um município da Alemanha localizado no distrito de Bautzen, região administrativa de Dresden, estado da Saxônia.